# Negacionismo del terrorismo de Estado en Argentina
El negacionismo del terrorismo de Estado en Argentina consiste en el acto de negar el terrorismo de Estado durante la dictadura cívico-militar autodenominada Proceso de Reorganización Nacional.
El negacionismo del terrorismo de Estado ha ido tomando diferentes formas a través del tiempo, desde negar la existencia de desaparecidos, cuestionar la cifra utilizada de 30.000 desaparecidos, la justificación de los hechos cometidos o declarar que lo que pasó fue que se trató de una guerra sucia «entre dos sectores equivalentes que habrían producido daños simétricos».

## Modalidades del negacionismo
Las expresiones negacionistas se manifiestan en diversos escenarios, que varían en función de las personas involucradas y los medios de comunicación utilizados, entre otros factores. Existen variadas modalidades de negacionismo, aquellas que van de la simple negación de los hechos a mecanismos más sutiles, con sofisticados abordajes de racionalización, relativización y trivialización. En un principio, la idea central de los negacionistas fue la de rechazar que haya existido violaciones de los derechos humanos en el país y  la pretensión de compararlo con otras experiencias violentas como forma de «reducir» los hechos al contexto general de violencia del siglo XX.

### Argumento de la «guerra sucia»
El argumento principal de los negacionistas se encuentra en que en las décadas de 1970 y 1980 hubo en el país una guerra sucia entre la Fuerzas Armadas y «elementos subversivos», como calificaba el régimen de facto a organizaciones armadas y a todo aquel que se oponga a la idea de sociedad occidental y cristiana.

### Cantidad de desaparecidos
Otro planteo es el cuestionamiento de la cantidad de víctimas. La propia dictadura a mediados de 1978, cinco años antes del fin de la misma, admitía en documentación interna un número de 22.000 personas muertas y desaparecidas.
El debate sobre la cantidad de desaparecidos durante la última dictadura argentina fue muy arduo y continúa vigente. En el caso del terrorismo de Estado, cuestionar la cifra de 30 000 detenidos desaparecidos, con el argumento del número de legajos de personas desaparecidas recogidos por la Comisión Nacional sobre la Desaparición de Personas (CONADEP) en 1985, más los agregados posteriormente, aproximadamente 8900, puede ser leído como una forma de negacionismo.
Organismos de derechos humanos, el movimiento sindical y la mayoría de los partidos políticos, realizaron una estimación de la cantidad de desapariciones en un número redondo de 30.000 personas. En una carta escrita en 2009 por Eduardo Luis Duhalde (entonces secretario de Derechos Humanos de la Nación), él defendía este número como el resultado de diversas variables tenidas en cuenta para su valoración, entre las que se encuentran por ejemplo la cantidad de centros de detención y exterminio, el número proporcional de habeas corpus presentados y los dichos de los propios militares. Aseguraba que «la cifra de 30.000 no es ni arbitraria ni caprichosa, aunque es lamentable reducir la dimensión de la tragedia argentina a un problema contable" ya que "el carácter masivo, criminal y abyecto no se mide por un resultado aritmético, al menos para los que creemos que cuando se asesina un hombre se está asesinando a la humanidad».

## Legalidad
En 2017 una ley, promulgada por la gobernadora María Eugenia Vidal en la Provincia de Buenos Aires, estableció que debe hablarse oficialmente de 30 000 desaparecidos, ley que también ha sido cuestionada.

## Negacionismo del terrorismo de Estado en la historia

### Durante la díctadura militar
Al igual que en otros casos de terrorismo de Estado, el Proceso de Reorganización Nacional planificó los crímenes de lesa humanidad con la intención de instalar en el postgenocidio estos discursos negacionistas, por eso se utilizaron centros clandestinos de detención y tortura.
Ya en 1977, Jorge Rafael Videla, el entonces presidente de facto, afirmaba que «en toda guerra hay personas que sobreviven, otras que quedan incapacitadas, otras que mueren y otras que desaparecen. Argentina está finalizando esta guerra y, consiguientemente, debe estar preparada para afrontar sus consecuencias. La desaparición de algunas personas es una consecuencia no deseada de esta guerra». Luego, en 1979, profundizaría esa idea:

Ni muerto ni vivo… está desaparecido.

### Década de 1980
Ya en democracia y en el año 1984, condenado por crímenes de lesa humanidad, Videla reconocería la intención de ocultar los delitos afirmando que:
«no se podía fusilar. Pongamos un número, pongamos cinco mil. La sociedad argentina, cambiante, traicionera, no se hubiere bancado los fusilamientos: ayer dos en Buenos Aires, hoy seis en Córdoba, mañana cuatro en Rosario, y así hasta 5000, 10 000, 30 000. No había otra manera. Había que desaparecerlos».
El Documento Final de la Junta Militar sobre la guerra contra la subversión y el terrorismo marcó el tono del negacionismo frente al terrorismo de Estado.

…muchas de las desapariciones son una consecuencia de la manera de operar de los terroristas. Ellos cambian sus auténticos nombres y apellidos, se conocen entre sí por los que denominan «nombre de guerra» y disponen de abundante documentación personal fraguada. Las mismas están vinculadas con lo que se denomina como el «pasaje a la clandestinidad»; quienes deciden incorporarse a organizaciones terroristas lo hacen en forma subrepticia, abandonando su medio familiar, laboral y social. Es el caso más típico: los familiares denuncian una desaparición cuya causa no se explican o, conociendo la causa, no la quieren explicar
Documento Final de la Junta Militar sobre la guerra contra la subversión y el terrorismo

De esta manera, la propia Junta Militar negaba su responsabilidad en los crímenes cometidos. El informe Nunca más de la Comisión Nacional sobre la Desaparición de Personas recopiló los datos de miles de denuncias de detenidos desaparecidos. Según  Hugo Vezzetti  presentaba a las víctimas como «hípervíctimas», es decir, silenciando la pertenencia política de los sobrevivientes y testigos. De este modo fueron excluidos los testimonios que reivindicaban y asumían «su pasado como militantes revolucionarios»; así, estas “víctimas en estado puro, que mostraban su lado más inocente: niños, adolescentes, monjas, embarazadas ...se acomodaban mejor al humor colectivo” y eran mejor admitidas por la amplia sociedad. Inclusive los abogados de los militares enjuiciados ponían énfasis en la pertenencia política de los testigos, pero de tal modo que para muchos su interrogatorio se parecía a aquellos que eran sometidos los presos políticos en las sesiones de tortura.
Esta exclusión mostraba un claro direccionamiento del testimonio con la finalidad de refutar la “teoría de los dos demonios” que sostenía que hubo una guerra donde los fines justificaban los medios, es decir, que los militares defendían su “guerra sucia” a través de una supuesta e improbable equiparación de fuerzas con el “enemigo”.

Emilio Crenzel criticó el informe porque dijo que utilizaba la teoría de los dos demonios, igualando el terrorismo de Estado y las organizaciones armadas. Luego del programa televisivo «Nunca más» el ministro del Interior, Antonio Tróccoli, fue criticado - (¿por quién?) - por haber «igualado ambos terrorismos». El libro Disposición Final de Ceferino Reato causó una controversia[¿dónde?] luego de que en una entrevista el exdictador Jorge Rafael Videla afirmara:
"Pongamos que eran 7.000 u 8.000 las personas que debían morir. No podíamos fusilarlas. Tampoco podíamos llevarlas ante la justicia". 
Luego, el exdictador envío una carta al diario La Nación negando que él hubiera admitido la muerte de esa cantidad de personas, pero Reato mostró documentos firmados por Videla reconociendo esos dichos (Diario La Nación del 21 de mayo de 2012). Por su lado, Reato sostiene que el número de 30 mil desaparecidos no se corresponde con la cantidad de personas que ha registrado la secretaría de Derechos Humanos de la Nación a lo largo de las gestiones de funcionarios de distintas fuerzas políticas.

### Década de 1990
El primer acto de negacionismo en sentido reducido fue el libro del expolicía bonaerense, luego condenado a cadena perpetua en más de una oportunidad por múltiples delitos de lesa humanidad, Miguel Etchecolatz, La otra campana del Nunca Más, donde afirmaba que el informe de la CONADEP era una mentira «fabricada por los perpetradores de la “guerra subversiva”».
En el marco de los juicios contra los responsables de delitos de lesa humanidad, el juez federal Daniel Rafecas afirmó que «Los discursos negacionistas son inherentes a los procesos genocidas» y advirtió que dichos discursos buscan la impunidad de los represores, en la exposición Genocidio y Negacionismo: disputas en la construcción de la Memoria, que compartió con el sociólogo Daniel Feierstein en la Universidad Nacional de La Plata (UNLP). Este juez investigó la Megacausa del Primer Cuerpo de Ejército: «La implementación de los centros clandestinos de detención tiene que ver con la preparación de la impunidad posterior: eran escondidos, ocultos. La forma de exterminio masivo como los vuelos de la muerte son parte de esta idea de esconder. Y todo esto coronado por la conferencia de prensa de Videla en la que ante periodistas extranjeros esboza esta teoría negacionista».

### Década de 2010
El Ministro de Cultura de la Ciudad de Buenos Aires,  Darío Lopérfido, negó que el número de víctimas fuera 30 000, del director general de la Dirección nacional de Aduanas, Juan José Gómez Centurión, afirmando que la cifra de desaparecidos era menor a 30 000 y negando la existencia de un plan genocida sistemático, a la cual el entonces presidente Mauricio Macri contestó «No tengo ni idea. Es un debate en el que no voy a entrar, ya sea que hayan sido 9.000 o 30.000», manifestando su desconocimiento.

En 2017, un grupo de más de 1500 académicos, investigadores e integrantes de distintas universidades públicas emitieron un comunicado en rechazo de las declaraciones de algunos funcionarios gubernamentales sobre la última dictadura militar afirmando que formaban parte de una estrategia destinada a relativizar el crimen y normalizar aquella experiencia histórica, de manera de diluir su especificidad y ocultar con ello las responsabilidades criminales, políticas y judiciales de sus impulsores, ejecutores y cómplices. Señalando entre otras acciones destinadas a hacer primar el negacionismo el desmantelamiento total o parcial de áreas que investigaban las responsabilidades corporativas en los crímenes dictatoriales y que aportaban pruebas a los juicios y/o asistían a las víctimas, como el Grupo Especial de Relevamiento Documental, los Equipos de Relevamiento y Análisis de los Archivos de las Fuerzas Armadas, el Programa Verdad y Justicia, el Centro de Asistencia a Víctimas de Violaciones de Derechos Humanos Dr. Fernando Ulloa, la Subgerencia de Promoción de los Derechos Humanos del Banco Central, la asignación de personal militar para dirigir el Programa Nacional de Protección de Testigos, han ido a la par con la limitación de los programas destinados a la difusión y reflexión sobre el terrorismo de Estado en instituciones educativas y de la sociedad civil, como el Programa Educación y Memoria del Ministerio de Educación de la Nación, la Red Nacional de Educación y Memoria y los diversos programas provinciales que conformaban parte de la misma. También la doctora en Derecho Penal Valeria Thus definizó estas expresiones como un potencial e «(incipiente) negacionismo estatal», que podría relacionarse con acciones tendientes a instalar la impunidad. El hecho de que el presidente Mauricio Macri contestara a la pregunta de cuánta gente había sido asesinada eso lo calificó como "la primera vez que la retórica negacionista ha entrado en el discurso político general".

### Década de 2020
En 2023 el periodista y exmilitar carapintada José D’Angelo publicó su libro La estafa con los desaparecidos, donde describe entre sus páginas casos de supuestas falsas víctimas de la última dictadura y critica la falta de transparencia en el pago de las indemnizaciones concedidas por el Estado. Iba a ser presentado en la Biblioteca del Congreso por el diputado Alberto Asseff, pero la presentación fue cancelada por la polémica que se desató.
En 2023 la candidata presidencial y antigua ministra Patricia Bullrich respondió en una entrevista a la pregunta de si había que discutir el número de desaparecidos o no diciendo «lo que no podemos decir es "o decís 30 mil o sos un traidor a la patria", a ver... la base es la libertad (de opinar)», dichos que fueron acusados de negacionistas.
En la coalición política La Libertad Avanza son notorias las declaraciones del entonces candidato presidencial (luego electo presidente y actualmente en el cargo) Javier Milei en 2023, quien se refirió a la víctimas del terrorismo de Estado como «terroristas que estaban haciendo desastres y que no pelearon acorde a las reglas militares sino que pelearon sucio» y de la vicepresidenta Victoria Villarruel, quien se refirió al Museo Sitio de Memoria ESMA, el mayor centro clandestino de detención que funcionó en la ciudad de Buenos Aires como el «museo de la 'desmemoria', un lugar donde se cuenta la mitad de la historia"». Villarruel, quien ha marchado junto a grupos reivindicando a la dictadura en manifestaciones, también propuso reemplazar la ex ESMA y demás instalaciones que evocan la memoria de los desaparecidos con un parque. Familiares de los represores condenados por delitos de lesa humanidad les reclamaron en una carta pública a Javier Milei y Victoria Villarruel que cumplan con lo que les habían prometido durante la campaña presidencial en un reconocimiento explícito de que hubo contactos y acuerdos para la liberación de condenados por delitos de lesa humanidad que habían financiado parte de la campaña de La libertad Avanza.